# 兵庫県立看護大学
兵庫県立看護大学（ひょうごけんりつかんごだいがく、英語: College of Nursing Art and Science Hyogo）は、兵庫県明石市北王子町13-71に本部を置いていた日本の公立大学である。1993年に設置され、2008年に廃止された。
1993年に国公立大学としては初の4年制看護大学として明石市において設立された。2004年に神戸商科大学、姫路工業大学と統合し、新たに兵庫県立大学として発足したことに伴い、以後、兵庫県立看護大学は兵庫県立大学に併設される形となり、同大学発足までに転入学した学生が卒業・修了するまで経過措置的に存続した。2008年3月をもって正式に閉学されている。

## 概観

### 大学全体
兵庫県立看護大学は、1989年に厚生労働省が提唱した「高齢者保健福祉推進10ヵ年戦略（通称：ゴールドプラン）」による一連の政策の中で、1992年に看護系大学を設置する地方自治体への財政支援制度が導入され、また「看護師等の人材確保の促進に関する法律」が施行されて4年制の看護系大学が急増する中、国公立大学では最初の看護大学として1993年に開学した。
2004年には神戸商科大学、姫路工業大学と統合して兵庫県立大学が発足した。

開学2年後の1995年に発生した阪神・淡路大震災の際には、南裕子学長の下で全国から集った看護師ボランティアの取りまとめにあたり、震災後の被災者の健康状態の継続的調査に取り組んだ。その後も2000年の有珠山噴火や東海豪雨、2001年の明石花火大会歩道橋事故などにおける災害看護についての調査を重ね、その成果は、後に兵庫県立大学への移行後の2004年12月に開設された地域ケア開発研究所に引き継がれた。

### 学風および特色
キャンパスの設計には、安藤忠雄が全面的に関わった。
兵庫県立看護大学のキャンパスは、統合後の兵庫県立大学において明石キャンパスとして位置づけられている。兵庫県立大学発足後は講義科目が一部整理されたことに伴い、再履修等の読み替え科目の一部は、神戸商科大学のあった神戸学園都市キャンパス（現・神戸商科キャンパス）で行われた。

## 沿革

### 年表
- 1993年 - 開学。初代学長南裕子[10]
- 1997年 - 大学院看護学研究科看護学専攻博士課程を設置
- 1999年 - 大学院看護学研究科看護学専攻博士課程を設置[11]
- 2004年 - 兵庫県立大学発足に伴い、新規学生の受け入れを停止。施設等は兵庫県立大学との併設・共有に、教員や事務職員は兵庫県立大学との兼務になる。
- 2008年 - 正式に閉学・廃止。卒業証明書等の発行業務は兵庫県立大学に引き継がれた。

## 基礎データ

### 所在地
兵庫県明石市北王子町13-71

## 教育および研究組織

### 組織

#### 学部
- 看護学部

#### 大学院
- 看護学研究科